# Тархали-Мале
Тархали-Мале (пол. Tarchały Małe, нім. Klein Tacharly) — село в Польщі, у гміні Одолянув Островського повіту Великопольського воєводства.
Населення — 195 осіб (2011).

## Демографія
Демографічна структура станом на 31 березня 2011 року:
|          | Загалом | Допрацездатний вік | Працездатний вік | Постпрацездатний вік |
| -------- | ------- | ------------------ | ---------------- | -------------------- |
| Чоловіки | 104     | 24                 | 74               | 6                    |
| Жінки    | 91      | 26                 | 52               | 13                   |
| Разом    | 195     | 50                 | 126              | 19                   |